# 伊拉姆市

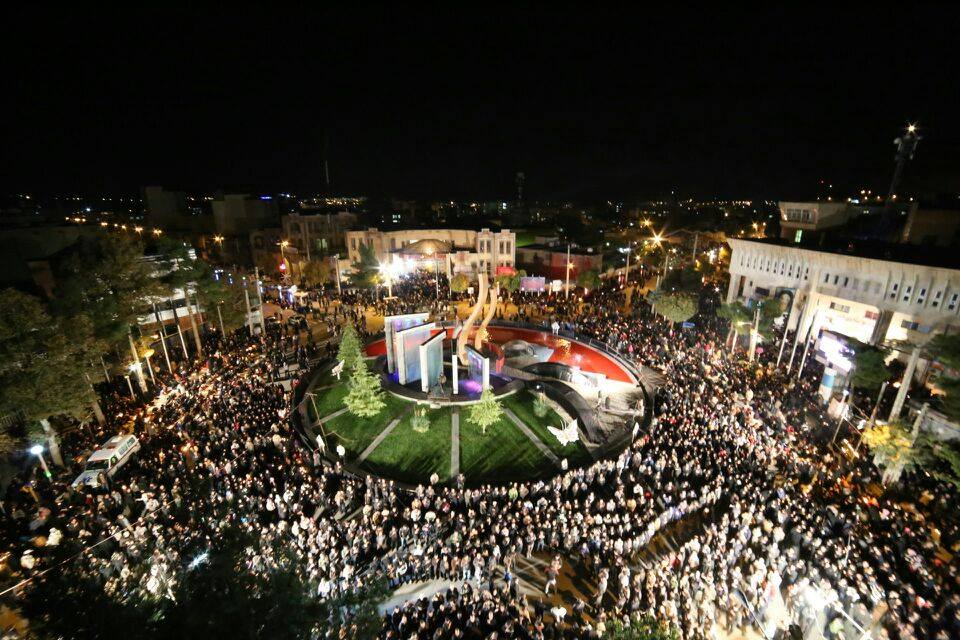
伊拉姆

伊拉姆（波斯語：‎）是伊朗的城市，位於該國西部，由伊拉姆省負責管轄，毗鄰與伊拉克接壤的邊境，海拔高度1,319米，每年平均降雨量645毫米，2006年人口155,289。